# Paracephaleus brunneus
Paracephaleus brunneus är en insektsart som beskrevs av Waterhouse 1839. Paracephaleus brunneus ingår i släktet Paracephaleus och familjen dvärgstritar. Inga underarter finns listade i Catalogue of Life.